# Champ de Mars (Saint-Pétersbourg)
Pour les articles homonymes, voir Champ de Mars.

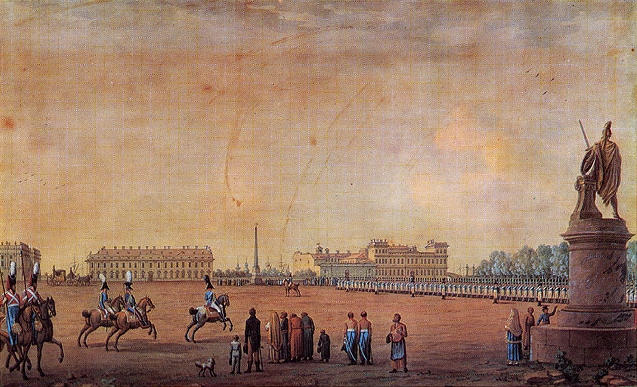
Le champ de Mars en 1801 par Benjamin Patersen.

Le champ de Mars (en russe : Марсово поле, Marsovo polie) est une place de douze hectares du centre historique de Saint-Pétersbourg, entre le jardin d'été, la Moïka et la Néva et en face du pont de la Trinité.

## Histoire
Le champ de Mars se trouve à l'emplacement de prairies, à l'ouest du Jardin d'Été, qui furent aménagés au XVIIIe siècle pour des parades militaires. Paul Ier était un fervent admirateur de ces parades, une passion qui confinait parfois à la manie. L'on décide d'aplanir le terrain entre 1798 et 1801 et d'ériger deux monuments en mémoire, l'un du maréchal Roumiantsev et l'autre du maréchal Souvorov. L'obélisque de Roumiantsev est déplacé à l'île Vassilievski en 1818. On prend l'habitude de nommer ce terrain, le champ de Mars, comme à Rome ou à Paris. La caserne du régiment Paul est construite à l'ouest par l'architecte Vassili Stassov.
Les cercueils de personnes tombées pendant la révolution de Février au champ de Mars sont enterrés au même endroit le 23 mars 1917, aux accents de la Marche funèbre de Chopin et sous les salves d'honneur tirées de la forteresse Pierre-et-Paul. On y enterre aussi les ouvriers de l'insurrection de Iaroslavl du 6-21 juillet 1918, pendant la guerre civile, plusieurs tirailleurs lettons bolcheviks, des militaires et des commissaires du peuples. On installe un mémorial à la révolution au milieu de la place en 1933 et, en 1956, la flamme éternelle, pour les victimes de la grande guerre patriotique.